# Goulien
Goulien település Franciaországban, Finistère megyében. Lakosainak száma 440 fő (2022. január 1.). Goulien Beuzec-Cap-Sizun, Cléden-Cap-Sizun, Primelin és Audierne községekkel határos.

## Népesség
A település népességének változása:
| Lakosok száma | 667  | 566  | 512  | 418  | 434  | 434  | 433  | 433  | 430  | 440  |
|               | 1968 | 1982 | 1990 | 2006 | 2013 | 2015 | 2017 | 2019 | 2020 | 2022 |